# Soltész Nagy Kálmán
Soltész Nagy Kálmán (Miskolc, 1844. december 25. – Miskolc, 1905. december 6.) királyi tanácsos, országgyűlési képviselő, Miskolc polgármestere.

## Életrajza
Mindkét szülője özvegy volt, mikor 1843. június 15-én összeházasodtak. Apja, Soltész Nagy János (táblabíró, Kempelen Béla az ő létezésével jegyezte fel a Soltész Nagy családot a nemesi családok közé, de uralkodó általi hivatalos rangra emelést nem említett művében), anyja, Köveskáli Nagy Erzsébet. Több fél- és édestestvére volt. Nevesebb közülük Soltész Nagy Albert ügyvéd.
Középiskoláit Miskolcon végezte, jogi tanulmányait Kassán és Eperjesen folytatta. 1868-ban ügyvédi vizsgát tett és ügyvédi irodát nyitott Miskolcon. 1865-ben ún. kiskövet volt Horváth Lajos akkori országgyűlési képviselő mellett. Bekapcsolódott a helyi közéletbe, 1867–1869 között egyháztanácsi jegyző volt a református egyháznál, tiszteletbeli megyei esküdt, a miskolci nemzeti kaszinó titkára és később igazgatója.
1870–1871-ben a városi sommás bíróságnál mint bírósági jegyző működött. Ekkor volt egyházi tanácsos és 1873–1877-ig városi tiszti ügyész. 1875-től az ebben az időben megalakult miskolci Szabadelvű Párt elnöke, 1877-től 1878-ig pedig a megyei árvaszéki ülnök volt. 1878-ban választották meg polgármesteré, a korábbi tisztségviselő, Losonczi Farkas Károllyal szemben, és később még kétszer újraválasztották.
Első tehertétele a nagy miskolci árvíz volt (erről könyvet is írt Miskolc gyásza, 1878. augusztus 31. címmel), ami elmosta a régi Miskolcot. Az áldozatok száma 277 fő volt, 2182 ház dőlt össze, a kár 1 739 771 (akkori) forint volt. A tragédia megnyitotta az utat a város korszerű szellemben való újjáépítése előtt. Az első városépítési szabályrendelet ugyan 1867-ben már megjelent, akkor azonban nem valósult meg. A részben erre alapozott új tervezet 1894-re készült el Soltész Nagy Kálmán polgármester, Adler Károly városi főmérnök és Csáthy Szabó István építési szakbizottsági elnök munkájaként, de a városi közgyűlés csak 1898-ban fogadta el. A terv annyira jó volt, hogy a későbbi városrendezési tervek – még az 1970-es évekbeli is – erre épültek.
A munkálatok és a beruházások ettől függetlenül elindultak, és ezzel szoros összefüggésben a város fejlődése gyors üteművé vált. 1879-ben jött létre a Kereskedelmi- és Iparkamara, 1884-ben a Miskolci Ipartestület, 1888-ban az Osztrák-Magyar Bank városi fiókja, 1882-ben a gázgyár, 1897-ben a MÁV miskolci műhelye. 1888-ban elkezdték a városi telefonhálózat kiépítését, 1897-ben beindult a villamosközlekedés, 1900-tól pedig már a magánházak is bekapcsolódhattak a villamos hálózatba. 1892-ben készült el a MÁV üzemigazgatóság új épülete Miskolc és Mindszent község határán (mai Mindszent tér, a belváros része), 1894-ben a városi fürdő az Erzsébet téren, 1899-ben a Református Gimnázium Hősök terei épülete (ekkor kapta meg a korábbi papszeri iskolaépületet a múzeum), és 1900-ra felépültek az Erzsébet kórház főbb épületei. A fejlődést jelző beruházások felsorolása természetesen nem teljes, de mutatja azt, hogy Soltész Nagy Kálmán a nagy építkezések, a „legszebb korszak polgármestere” volt.
1887-től a borsod-miskolci gőzmalom, valamint a miskolci takarékpénztár igazgatósági tagja. Több közjótékonysági és közművelődési intézmény vezetésében vett részt, így a Borsod-Miskolci Közművelődési és Múzeumegyesület elnöke volt. 1881-ben megkapta a Ferenc József-rendet, 1890-ben pedig a királyi tanácsosi címet. Az 1901-es választáskor Miskolc város déli kerülete szabadelvű programmal országgyűlési képviselővé választotta. Tagja volt a közigazgatási bizottságnak. 1905-ben hunyt el, az avasi templom melletti református temetőben helyezték nyugalomra. A történelem viharai sírját sem kímélték, gyakorlatilag nem lehet tudni, hol van.

## Írásai
Cikkei a Jogtudományi Közlönyben (1882, Esküdtszéki levelek) jelentek meg, programbeszédei a helyi lapokban, országgyűlési beszédei a Naplókban vannak.
Munkája: Miskolcz város tekintetes képviselő közgyűléséhez hivatalos jelentése az 1878. aug. 30–31. árvíz lefolyásáról, annak pusztításairól és az árvízbizottság működéséről. Miskolcz, 1879.

## Emlékezete
Miskolcon utca viseli a nevét.